# Francis Edgeworth
Francis Ysidro Edgeworth (Longford, 8 de febrero de 1845 - Oxford,  13 de febrero de 1926) fue un economista y estadístico británico. 

## Trayectoria
Hijo de padre irlandés y madre española, estudió en el Trinity College de Dublín y en el Balliol College de Oxford, licenciándose en Literatura y Humanidades y doctorándose más tarde en Derecho.
Fue el primero en aplicar una aproximación seria a la noción de decisión individual en economía. Desarrolló la teoría de la ganancia introduciendo la curva de indiferencia y la caja de Edgeworth, conocida entre los estudiantes de microeconomía. Editor del Economic Journal desde su creación en 1891 fue sucedido por John Maynard Keynes en 1926.
Como matemático y estadista autodidacto, se le recuerda por el epónimo las series de Edgeworth. También fue abogado, ocupando el sillón Tooke en Ciencias económicas en el King's College de Londres y más tarde el Drummond en Economía política en Oxford. Se lo considera uno de los antecesores de la economía del bienestar.[cita requerida]
Su libro más destacado sobre economía fue Mathematical Psychics: An Essay on the Application of Mathematics to the Moral Sciences, publicado en 1881 al comienzo de su carrera en la materia. Con frecuencia hacía referencia a fuentes literarias e intercalaba la escritura con pasajes en varios idiomas, incluidos el latín, el francés y el griego antiguo. Las matemáticas eran igualmente difíciles, y varias de sus aplicaciones creativas de las matemáticas a cuestiones económicas o morales se juzgaron incomprensibles.[cita requerida] Sin embargo, uno de los economistas más influyentes de la época, Alfred Marshall, comentó en su reseña de Mathematical Psychics:
   "Este libro muestra claros signos de genialidad, y es una promesa de grandes cosas por venir ... Sus lectores a veces pueden desear que hubiera conservado su trabajo un poco más hasta que lo hubiera elaborado un poco más completamente y obtenido esa simplicidad que sólo se obtiene mediante un largo trabajo. Pero tomándolo como lo que dice ser, "un estudio tentativo", solo podemos admirar su brillantez, fuerza y originalidad."
El amigo cercano de Edgeworth, William Stanley Jevons, dijo:
"Independientemente de lo que los lectores de este libro puedan pensar al respecto, probablemente todos estarían de acuerdo en que es muy notable ... No cabe duda de que, el estilo de su composición, el Sr. Edgeworth no hace justicia a su asunto. Su estilo, si no oscuro, está implícito, por lo que el lector tiene que descifrar cada frase importante como un enigma."
La Royal Statistical Society le otorgó la medalla de oro Guy en 1907. Edgeworth se desempeñó como presidente de la Royal Statistical Society, 1912–14. En 1928, Arthur Lyon Bowley publicó un libro dedicado a las Contribuciones de F. Y. Edgeworth a la estadística matemática.

## Contribuciones a la economía

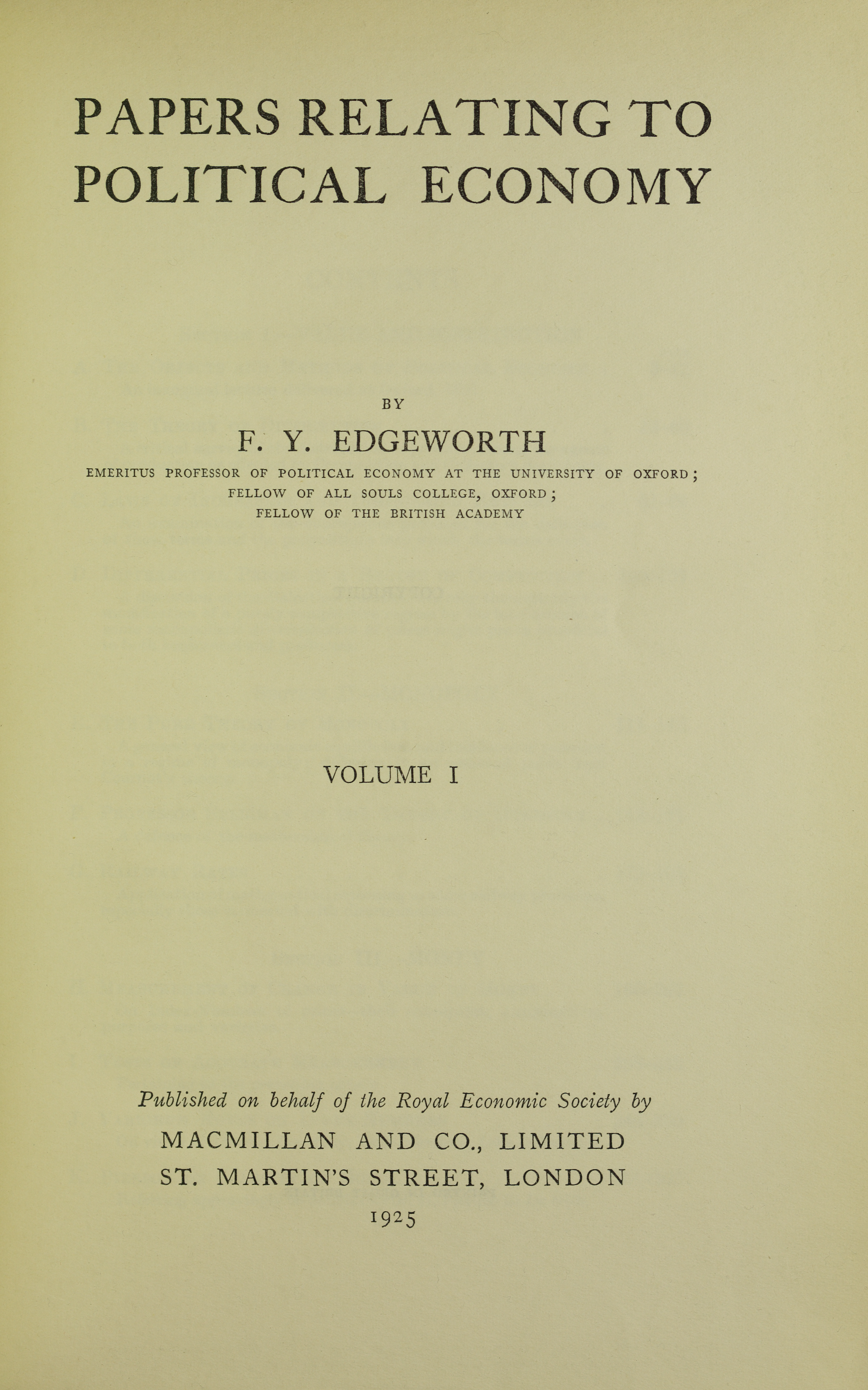
Documentos relacionados con la economía política, 1925

En Mathematical Psychics (1881), su libro más famoso y original, critica la teoría del trueque de Jevons, mostrando que bajo un sistema de "recontratación" habrá, de hecho, muchas soluciones, una "indeterminación de contrato". El "rango de asentamientos finales" de Edgeworth fue resucitado más tarde por Martin Shubik (1959) para ser el concepto teórico de juegos de "el núcleo".

### Conjetura de Edgeworth
Cuando aumenta el número de agentes en una economía, se reduce el grado de indeterminación. En el caso límite de un número infinito de agentes (competencia perfecta), el contrato se vuelve completamente determinado e idéntico al "equilibrio" de los economistas. La única forma de resolver esta indeterminación del contrato sería apelar al principio utilitario de maximizar la suma de las utilidades de los agentes en el rango de acuerdos finales. Por cierto, fue en este libro de 1881 en el que Edgeworth introdujo en la economía la función de utilidad gen, U (x, y, z, ...), y trazó la primera 'curva de indiferencia'.

### El comercio internacional
Fue el primero en utilizar curvas de oferta y curvas de indiferencia comunitaria para ilustrar sus principales propuestas, incluida la "tarifa óptima".

### Paradoja fiscal
La imposición de impuestos a un bien puede resultar en una disminución en el precio.
En este sentido sentó las bases utilitarias para una tributación altamente progresiva, argumentando que la distribución óptima de los impuestos debería ser tal que "la desutilidad marginal en que incurra cada contribuyente debería ser la misma" (Edgeworth, 1897).

### Precios de monopolio
En 1897, en un artículo sobre precios monopolísticos, Edgeworth criticó la solución exacta de Cournot al problema del duopolio con ajustes de cantidad, así como el resultado "instantáneamente competitivo" de Bertrand en un modelo de duopolio con ajuste de precios. Al mismo tiempo, Edgeworth mostró cómo la competencia de precios entre dos empresas con limitaciones de capacidad y / o curvas de costos marginales crecientes resulta en una indeterminación. Esto dio lugar al modelo de oligopolio de Bertrand-Edgeworth.

### Teoría de la productividad marginal
Edgeworth criticó la teoría de la productividad marginal en varios artículos (1904, 1911) e intentó refinar la teoría neoclásica de la distribución sobre una base más sólida. Aunque sus artículos sobre cuestiones de financiación de la guerra durante la Primera Guerra Mundial fueron originales, eran un poco demasiado teóricos y no lograron la influencia práctica que esperaba.

### Teorema del límite de Edgeworth
El teorema del límite de Edgeworth se relaciona con el equilibrio de la oferta y la demanda en un mercado libre. 
Aunque las ideas económicas de Edgeworth eran originales y profundas, sus contemporáneos se quejaban con frecuencia de su forma de expresión por su falta de claridad. Era propenso a la verborrea y a acuñar palabras oscuras sin proporcionar una definición para el lector.